# Flugzeugträger B
Flugzeugträger B (Flugzeugträger na njemačkom označava nosač zrakoplova) je bio sestrinski brod njemačkog jedinog porinutog nosača zrakoplova Grafa Zeppelina.
Ugovor za izgradnju broda je bio dodijeljen Friedrich Krupp Germaniawerft u Kielu 1938. godine, s planiranim porinućem 1. srpnja 1940. Brod nikada nije porinut zato što je gradnja broda stala 19. rujna 1939. Rezanje nedovršenog nosača zrakoplova je počelo 28. veljače 1940. i trajalo četiri mjeseca.
Kriegsmarine nikada nije dodjeljivala imena plovilima prije njihovog porinuća, tako da je brodu dana oznaka "B" ("A" je bio Graf Zeppelin). Da je bio dovršen, nosač zrakoplova bi najvjerojatnije bio nazvan Peter Strasser u čast vrhovnog zapovjednika Luftschiffera u I. svjetskom ratu, Petera Strassera. To ime nikada nije bilo službeno potvrđeno.